# William E. Evans
William Elmer Evans (ur. 14 grudnia 1877 w hrabstwie Laurel, zm. 12 listopada 1959 w Los Angeles) – amerykański polityk, członek Partii Republikańskiej.

## Działalność polityczna
W okresie od 4 marca 1927 do 3 marca 1933 przez trzy kadencje był przedstawicielem 9. okręgu, a następnie do 3 stycznia 1935 przez jedną kadencję był przedstawicielem 11. okręgu wyborczego w stanie Kalifornia w Izbie Reprezentantów Stanów Zjednoczonych.